# Municipio de Noblesville
El municipio de Noblesville (en inglés: Noblesville Township) es un municipio ubicado en el condado de Hamilton en el estado estadounidense de Indiana. En el año 2010 tenía una población de 50564 habitantes y una densidad poblacional de 397,48 personas por km².

## Geografía
El municipio de Noblesville se encuentra ubicado en las coordenadas 40°3′00″N 86°1′14″O / 40.05000, -86.02056. Según la Oficina del Censo de los Estados Unidos, el municipio tiene una superficie total de 127.21 km², de la cual 121.27 km² corresponden a tierra firme y (4.67%) 5.94 km² es agua.

## Demografía
Según el censo de 2010, había 50564 personas residiendo en el municipio de Noblesville. La densidad de población era de 397,48 hab./km². De los 50564 habitantes, el municipio de Noblesville estaba compuesto por el 92.93% blancos, el 2.46% eran afroamericanos, el 0.21% eran amerindios, el 1.52% eran asiáticos, el 0.08% eran isleños del Pacífico, el 1.3% eran de otras razas y el 1.51% pertenecían a dos o más razas. Del total de la población el 3.49% eran hispanos o latinos de cualquier raza.